# Berylliumbrons

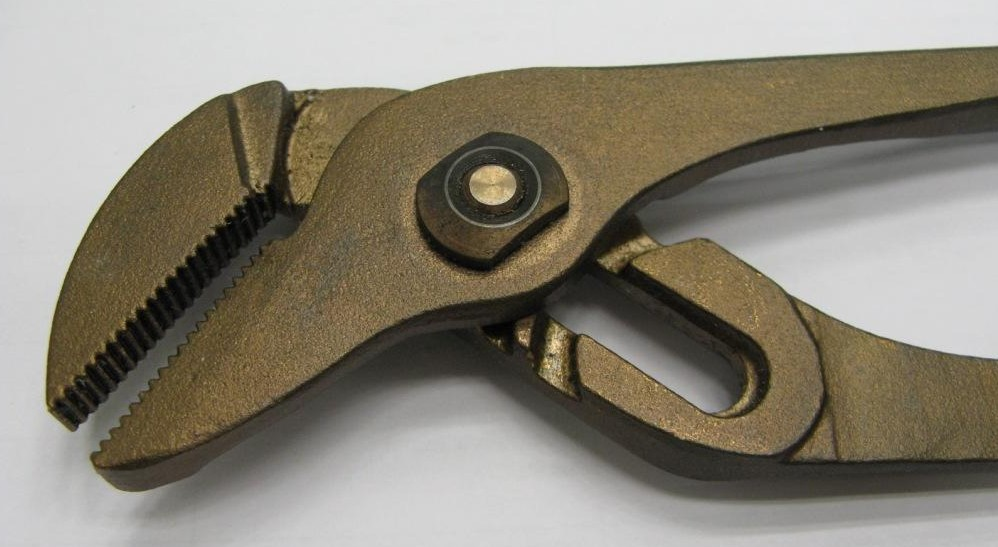
Polygrip gjord av berylliumbrons.

Berylliumbrons är en kopparlegering med en ringa tillsats av beryllium.
Legeringen kan formas med många olika metoder, t.ex. gjutas och valsas. I ohärdat tillstånd är den töjbar, men i härdat tillstånd blir den mycket hård. Med en tillsats av ca 2,5 % beryllium till koppar fås ett material som är väl lämpat för tillverkning av fjädrar, som får bättre utmattningsegenskaper än motsvarande fjädrar av stål.
Beryllium har även en deoxiderande förmåga. Vid en minimal tillsats av beryllium (0,01 %) till koppar ökar den elektriska ledningsförmågan hos syrehaltig standardkoppar påtagligt (syreinnehåll i koppar nedsätter nämligen dess elektriska ledningsförmåga). Berylliumtillsats ökar även värmeledningsförmågan hos ren koppar.
Berylliumbrons ger inga gnistor vid slipning.
Exempel på användning av berylliumbrons:
- Centrumhylsan i diverse koaxialkontaktdon. En komplikation härvidlag är att berylliumbrons är mycket svår att tennlöda. För framgångsrik lödning krävs speciella flussmedel med vissa skadliga egenskaper för miljö- och hälsa. Det kan vara svårt att hitta leverantörer av sådant fluss.
- Lagermetall. Visar mindre avnötning än många andra lagermetaller.

Exempel på berylliumbronser:
| Halt (% vikt)      | Halt (% vikt) | Halt (% vikt) |
| ------------------ | ------------- | ------------- |
| (Typ)              | SM3203        | SM3222        |
| Koppar             | 98,25         | 96,7          |
| Beryllium          | 0,25          | 2,2           |
| Nickel             | 1,5           | 1,1           |
|                    |               |               |
| Resistivitet (µΩm) | 3             | 8             |